# Вест Либерти (Пенсилванија)
Вест Либерти (енгл. West Liberty) град је у америчкој савезној држави Пенсилванија.

## Демографија
По попису из 2010. године број становника је 343, што је 18 (5,5%) становника више него 2000. године.
| Група             | 2000.       | 2010.       |
| Белци             | 323 (99,4%) | 328 (95,6%) |
| Афроамериканци    | 0 (0,0%)    | 0 (0,0%)    |
| Азијати           | 1 (0,3%)    | 3 (0,9%)    |
| Хиспаноамериканци | 0 (0,0%)    | 0 (0,0%)    |
| Укупно            | 325         | 343         |